# 天つ罪・国つ罪
天つ罪・国つ罪（あまつつみ・くにつつみ）とは、神道における罪の観念で、『延喜式』巻八「祝詞」に収録される大祓詞に対句として登場する。古きに倣い天津罪・国津罪とも表記される。

## 概要
天つ罪・国つ罪は、宗教と政治と法制が密接であった古代日本における「罪」に対する考え方を窺い知るのに重要であるが、本居宣長以来指摘されているように天つ罪・国つ罪は宗教的に関わりの深い「罪」を挙げたものであり、これらに属しない世俗的な「罪」が存在していた事は『古事記』・『日本書紀』の中にも記されている。
折口信夫は、天つ罪は元は「雨障（あまつつみ）」で、梅雨の時期に農民が忌み籠ることを指していたが、それが「天つ罪」とされ、日本神話におけるスサノオが高天原で犯した行為（岩戸隠れを参照）と解釈されるに至り、それに対応するものとして「国つ罪」が作られたという説を唱えている。

### 神社等
神社本庁およびその配下の神社で用いられる大祓詞では、天津罪・国津罪の罪名が省略され
- 「天つ罪 国つ罪 許許太久（ここだく）の罪出でむ」

と表現される。

## 詳細
「六月晦大祓（みなづきごもりのおおはらひ）」、別称「中臣の大祓」では、「天の益人（ますひと）らが過ちおかしけむ雑雑（くさぐさ）の罪事（つみごと）は」に続いて、天津罪と国津罪の詳細が述べられる。
大祓詞による天つ罪・国つ罪は以下のものである。なお、大祓詞には罪の名前が書かれているだけで、特に国つ罪についてそれが何を意味するかについては諸説がある。

### 天津罪
大祓詞では、本文ではスサノヲに触れていないものの、『古語拾遺』や吉田兼倶による『中臣秡抄』で説明されるように、『古事記』や『日本書紀』に記すスサノオが高天原で犯した行為であるゆえに、天津罪をわけるとされている。しかし、全て農耕を妨害する人為的な行為であることから、クニ成立以前の共同体社会以来の犯罪との説もある。
- 畔放（あはなち） - 田に張っている水を、畔を壊すことで流出させ、水田灌漑を妨害することとされ、『古事記』・『日本書紀』にスサノオが高天原においてアマテラスの田に対してこれを行ったと記している
- 溝埋（みぞうめ） - 田に水を引くために設けた溝を埋めることで水を引けないようにする灌漑妨害で、これも『古事記』・『日本書紀』に記述がある
- 樋放（ひはなち） - 田に水を引くために設けた管を壊すことで水を引けないようにする灌漑妨害で、『日本書紀』に記述がある
- 頻播（しきまき） - 他の人が種を蒔いた所に重ねて種を蒔いて作物の生長を妨げること（種を蒔く事で耕作権を奪うこととする説もある）で、『日本書紀』に記される
- 串刺（くしさし） - 『日本書紀』には、その起源をスサノオが高天原においてアマテラスの田を妬んでこれを行ったと記しているが、その目的は収穫時に他人の田畑に自分の土地であることを示す杭を立てて横領すること、とする他に、他人の田畑に呪いを込めた串を刺すことでその所有者に害を及ぼす（または近寄れないようにした上で横領する）という呪詛説、田の中に多くの串を隠し立てて所有者の足を傷つける傷害説、家畜に串を刺して殺す家畜殺傷説の3説がある
- 生剥（いきはぎ） - 馬の皮を生きながら剥ぐこととされ、『日本書紀』にスサノオ命が天照大神が神に献上する服を織っている殿内に天斑駒（あまのふちこま）を生剥にして投げ入れたとその起源を記していることから、神事（ないしはその準備）の神聖性を侵犯するものとされるが、本来は単に家畜の皮を剥いで殺傷することとの説もある
- 逆剥（さかはぎ） - 馬の皮を尻の方から剥ぐこととされ、『古事記』『日本書紀』に生剥と同じ起源を記していることから、これも神事の神聖性を侵犯するものとされるが、本来は単に家畜を殺傷することとの説があるのも同様である
- 糞戸（くそへ） - 『古事記』『日本書紀』にはスサノオが高天原においてアマテラスが大嘗祭（または新嘗祭）を斎行する神殿に脱糞したのが起源であると記していることから、これも神事に際して祭場を糞などの汚物で汚すこととされるが、また「くそと」と読み、「と」は祝詞（のりと）の「と」と同じく呪的行為を指すとして、本来は肥料としての糞尿に呪いをかけて作物に害を与える行為であるとの説もある

### 国津罪
国津罪は血の穢れを起こす行為、身体的異常による穢れ、反社会的な性行為や性的関係、天災、他者の生命や財産を損なう呪いを罪として規定している。仏教伝来以前の日本では、穢れと罪と天災は因果論によって不可分の関係にあり、厳密には区別されていなかった。
- 生膚断（いきはだたち） - 生きている人の肌に傷をつけることで、所謂傷害罪に相当する[要出典]
- 死膚断（しにはだたち） - 直接的解釈では、死んだ人の肌に傷をつけることで、現在の死体損壊罪に相当し、[要出典]その目的は何らかの呪的行為にあるとされるが、また前項の生膚断が肌を傷つけられた被害者がまだ生存しているのに対し、被害者を傷つけて死に至らしめる、所謂傷害致死罪に相当するとの説もある[要出典]
- 白人（しらひと） - 肌の色が白くなる病気、白斑（俗に「しらはたけ」ともいう）のこと。別の説では「白癩（びゃくらい」（ハンセン病の一種）だともいう
- 胡久美（こくみ） - 直接には「瘤」のこと。この場合は瘤ができること。別の説では「くる病」のことだともいう
- 己（おの）が母犯せる罪 - 実母との相姦（近親相姦）
- 己が子犯せる罪 - 実子との相姦
- 母と子と犯せる罪 - ある女と性交し、その後その娘と相姦すること
- 子と母と犯せる罪 - ある女と性交し、その後その母と相姦すること（以上4罪は『古事記』仲哀天皇段に「上通下通婚（おやこたわけ）」として総括されており、修辞技法として分化されているだけで、意味上の相違はないとの説もある）
- 畜犯せる罪 - 獣姦のことで、『古事記』仲哀天皇段には「馬婚（うまたわけ）」、「牛婚（うしたわけ）」、「鶏婚（とりたわけ）」、「犬婚（いぬたわけ）」と細分化されている
- 昆虫（はうむし）の災  - 地面を這う昆虫（毒蛇やムカデ、 サソリ[要出典]など）による災難である
- 高つ神の災 - 落雷などの天災とされる
- 高つ鳥の災 - 大殿祭（おおとのほがい）の祝詞には「飛ぶ鳥の災」とあり、猛禽類による家屋損傷などの災難とされる
- 畜仆し（けものたおし）、蠱物（まじもの）する罪 - 家畜を殺し、その屍体で他人を呪う蠱道（こどう）のことである

また、『皇太神宮儀式帳』には川入・火焼を国つ罪に追加している。

## 現代
大正3年（1914年）、近親相姦や獣姦といった野蛮な行為が出てくるのは国辱的だとして、天つ罪・国つ罪の罪名の部分は省略されることになった。すなわち、現在の大祓詞で
- 「天つ罪 国つ罪 許許太久（ここだく）の罪出でむ」

となっている部分は、本来は
- 「天つ罪と 畦放 溝埋 樋放 頻蒔 串刺 生剥 逆剥 屎戸 許多の罪を天つ罪と法（の）り別（わ）けて 国つ罪と 生膚断 死膚断 白人 胡久美 おのが母犯せる罪 おのが子犯せる罪 母と子と犯せる罪 子と母と犯せる罪 畜犯せる罪 昆ふ虫の災 高つ神の災 高つ鳥の災 畜仆し蟲物する罪 許多の罪出でむ」

である。 このことは現在の神社本庁およびその配下の神社でもそのまま引き継がれている。